# شکار

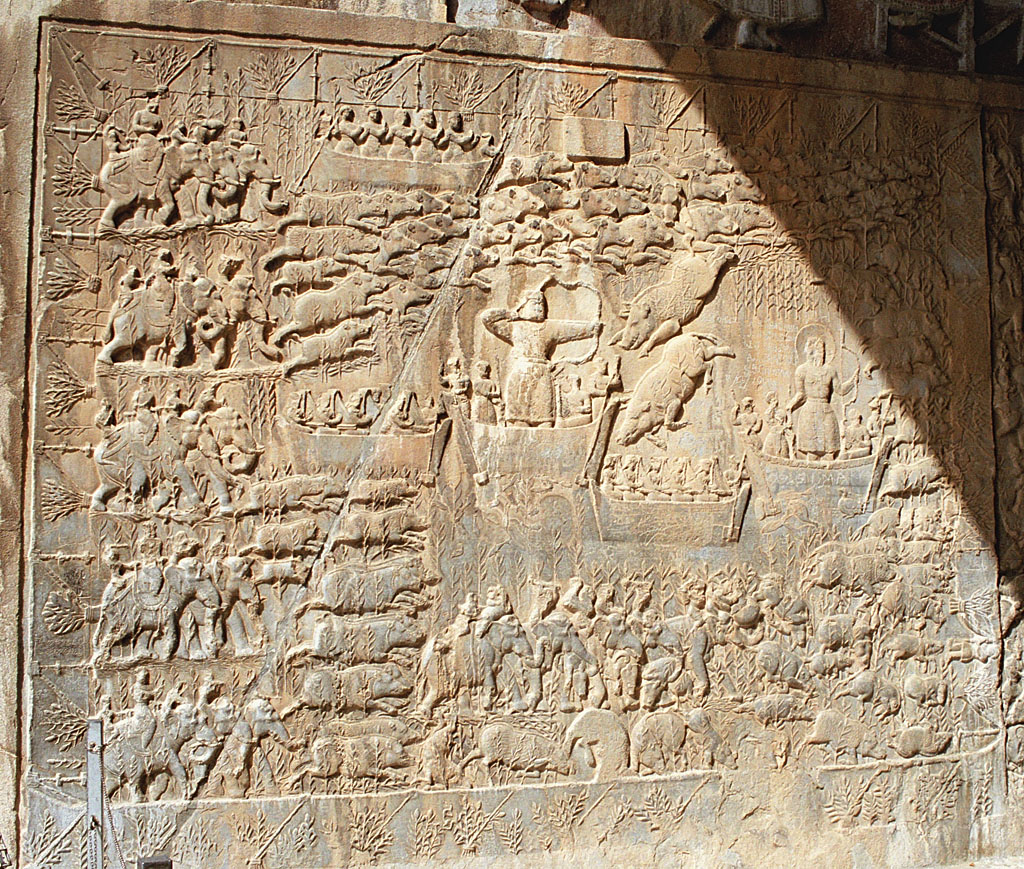
صحنه شکار گراز در سنگ‌نگارهٔ طاق بستان

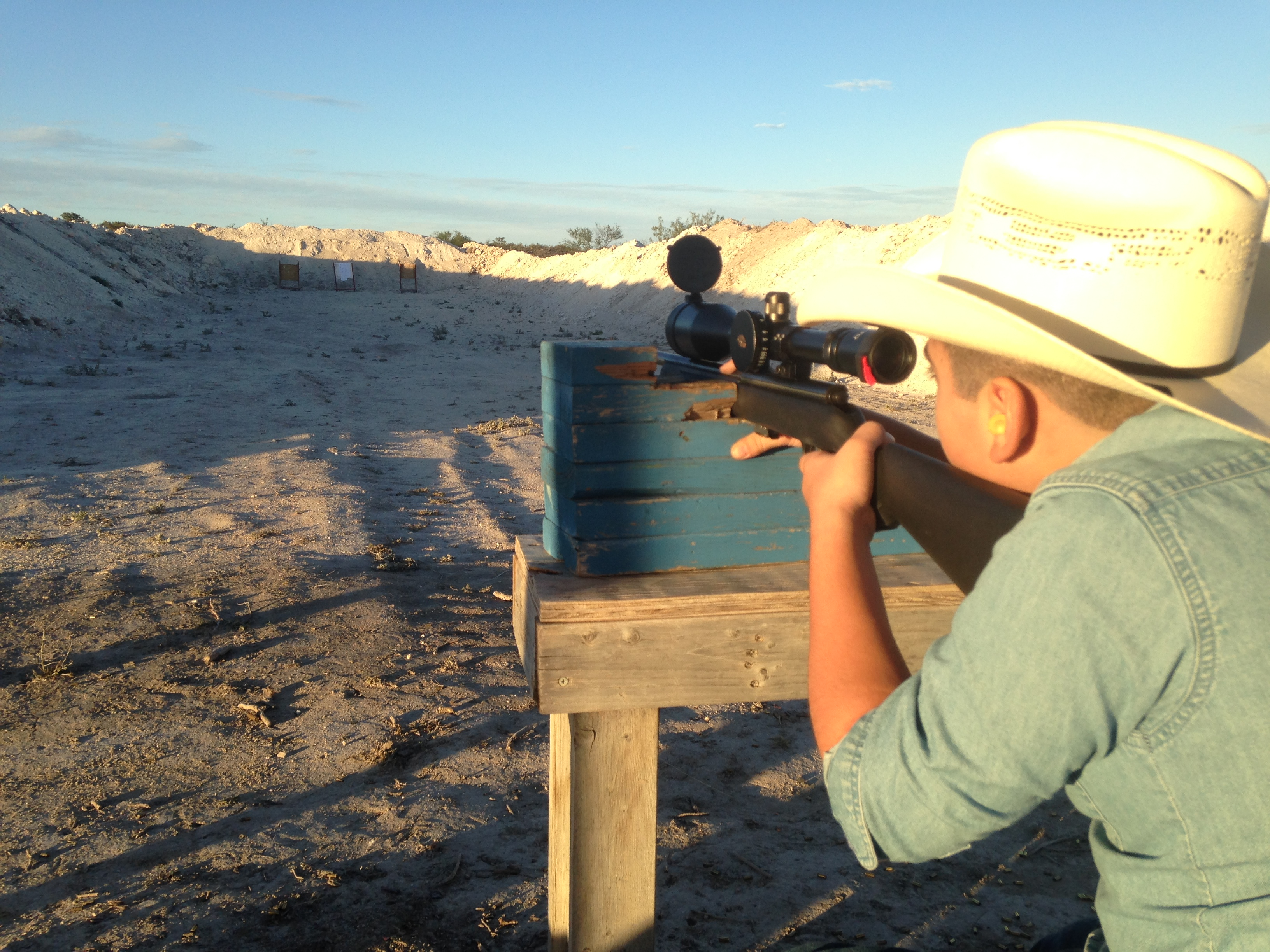
یک مرد در حال هدف‌گیری تمرینی برای فصل شکار

شِکار، نخجیر (به پارسی میانه : نخچیر) یا صِید، کُشتن یا به چنگ آوردن جانوری زنده توسط موجود زندهٔ یا انسان دیگر است. به انسانی که شکار می‌کند نیز شکارچی، به کسی که از جانوران شکار مراقبت می‌کند، نخجیربان و به جانداری که از جاندار دیگر شکار می‌کند، شکارگر گویند. شکار جانوران توسط انسان برای تجارت شاملِ فروش پوست و مو، استخوان و عاج، گوشت و دیگر اجزای بدن یا برای تفریح انجام می‌شود.
شکار جرگه، که گاه در گذشته شکار قمرغه نامیده می‌شد، نوعی شکار است که در آن مردم بسیاری نخجیر را احاطه نمایند تا جانور به سمت شکارچی رانده شود. در هند به این نوع شکار هتهجوری گویند.

## ریشه‌شناسی
این‌واژه هم‌ریشه با فعل شکردن (شکار کردن) است. واژهٔ «صِید» وام‌واژه‌ای از زبان عربی در فارسی است که به معنای شکار است. در فارسی «صید» بیشتر برای شکار آبزیان به کار می‌رود.

## شکارچی غیرمجاز
شکار جانوران خارج از فصل شکار و بدون دریافت مجوزهای لازم، شکار غیرمجاز به‌شمار می‌رود. شکارچی غیرمجاز کسی است که بدون توجه به وضعیت زیستی جانوران و مقررات وضع شده برای حفاظت از گونه‌های در معرض نابودی، به شکار آن‌ها می‌پردازد. شکارچی‌گری غیرمجاز از معضلات جوامع امروزی در سراسر جهان است و موجب قانون‌شکنی، آسیب به محیط زیست و نهایتاً آسیب به جوامع انسانی می‌شود.
تا مهرماه ۱۳۹۶ خورشیدی، صدونوزده محیط‌بان به‌هنگام انجام مسئولیت محیط‌بانی و در رویاروییِ مستقیم با شکارچیان غیرمجاز، جان خود را از دست داده‌اند. همچنین شکارچیان غیرِ مجاز موجبِ آسیب و آزار جانوران می‌شوند. یکشنبه ۱۸ تیر ۱۳۹۶ خورشیدی و در پناهگاه حیات وحش میاندشت، یک شکارچی متخلف که یک آهو را زنده‌گیری و داخل کیسه گذاشته بود، به علت ترس از محیط‌بانان، آن را به درون جوی آب پرتاب کرد و باعث خفگی آهو شد.

## فصل شکار

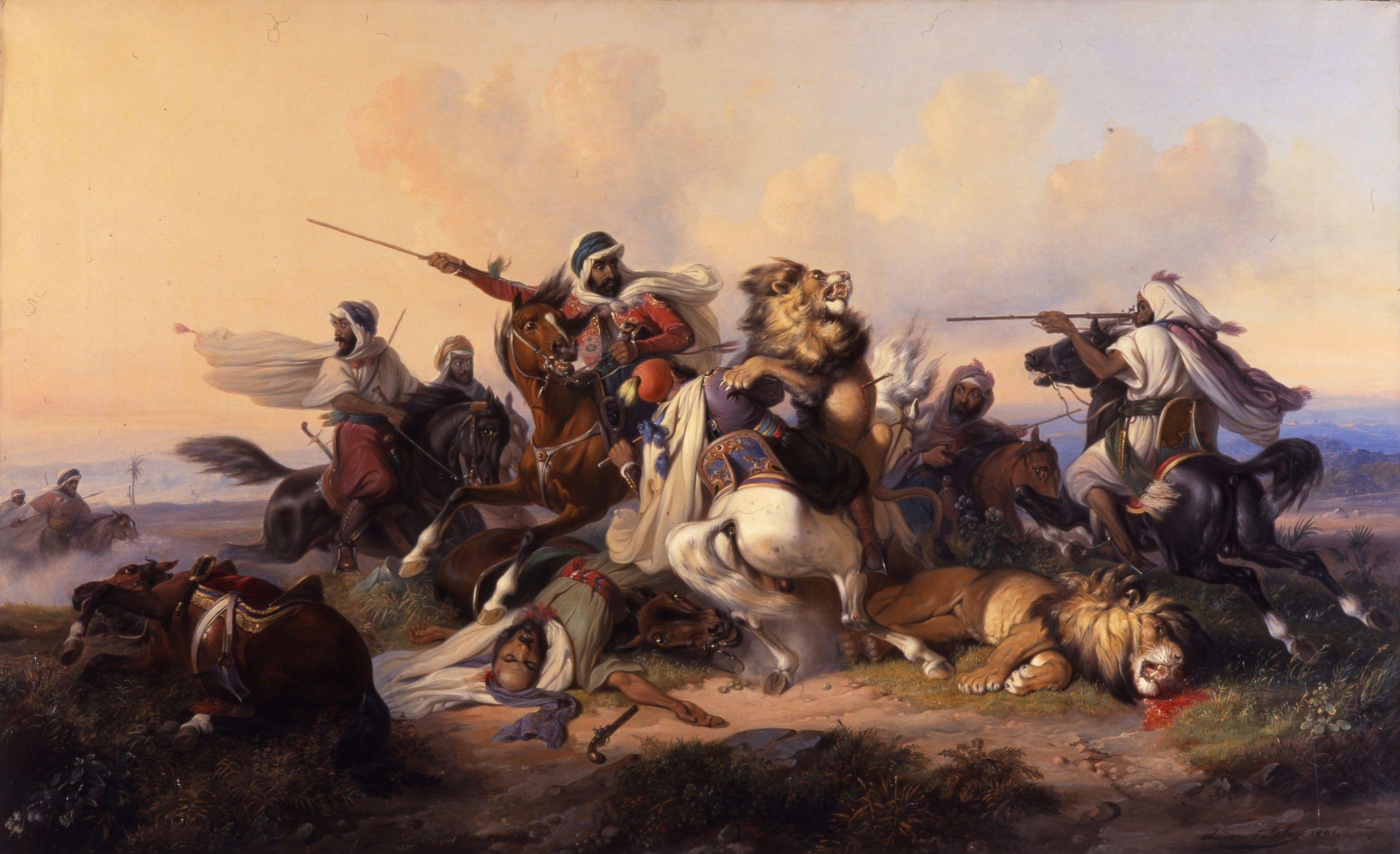
شکار شیر، نام اثری از رادن صالح، نقاش اندونزیایی است که درآن صحنه‌ای حماسی از نبرد شیرها و شکارچیان را در سده ۱۹ میلادی به‌تصویر کشیده است. این نگاره اکنون در مالکیت موزه هنرهای خارجی لتونی قرار دارد.

فصل شکار دوره‌ای زمانی در هر سال است که شکارچیان قانونی می‌توانند با پرداخت هزینه و دریافت مجوزهای لازم و در محیط‌های تعریف شده از سوی دولت و سازمان محیط زیست به شکار قانونی و کنترل شده بپردازند.
پایان فصل شکار هنگامه‌ای است که به منظور حفاظت گونه‌ها از شکار و محافظت از جمعیت آن‌ها در زمان جفت‌گیری، کم بودن جمعیت و شرایط بدِ زیستی برقرار می‌گردد. شکار در زمانی که فصل شکار پایان یافته است، تخطی از قانون بوده و پیگرد دارد. عمدهٔ تلفات محیط بانان در هنگام انجام وظیفه، در رویارویی با شکارچیان غیرمجاز و در زمانی است که فصل شکار، پایان یافته است.

## جریمهٔ شکار غیرمجاز در ایران
پس از مسائلی که در مورد شکار جانوران وحشی و انقراض برخی از گونه‌های جانوری و نیز کشته‌شدن محیط‌بانان و جنگل‌بانان به‌دست شکارچیان غیرِ مجاز در ایران به‌وجود آمد، دولت و سازمان محیط زیست تلاش بسیاری را برای مقابله با این پدیده بکار بستند. سرانجام قانونی تصویب شد که بر اساس آن جریمهٔ شکار جانوران وحشی با توجه به مادهٔ سوّمِ قانون شکار و صید، به‌طور متوسط حدود پنج برابر و برخی از گونه‌ها تا بیش از ۱۰ برابر افزایش یافت.

### تعرفه‌های جریمهٔ شکار غیرمجاز در ایران
در تعرفه‌های جدید برخی از جریمه‌ها تا ۱۶ برابر نیز افزایش یافته است که نشان از اهمیّت حفظ گونه‌های جانوری دارد. در تعرفهٔ جدید جریمه پلنگ از ۵ میلیون تومان به ۸۰ میلیون تومان و یوزپلنگ از ۲۰ میلیون تومان به ۱۰۰ میلیون تومان افزایش یافته است. جریمه گوزن زرد ایرانی از ۵ میلیون تومان به ۶۰ میلیون تومان، مرال و شوکا از ۳ میلیون و ۲۰۰ هزار تومان به ۳۵ میلیون تومان و قوچ و میش و کل و بز و جبیر به ۱۰ میلیون تومان افزایش یافت. همچنین انواع نهنگ‌ها از ۱۵ میلیون تومان به ۵۰ میلیون تومان افزایش یافت و فک خزری در دوره قبل جریمه‌ای نداشت اما در جدول جدید جریمه ۱۵ میلیون تومانی برای آن در نظر گرفته شده است.

## نگارخانه

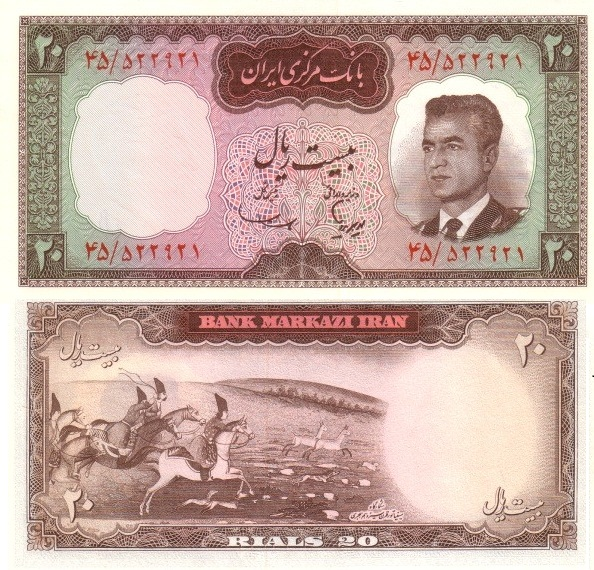
بیست ریالی - پشت اسکناس عنوان: شکارگاه قرن سیزدهم هجری
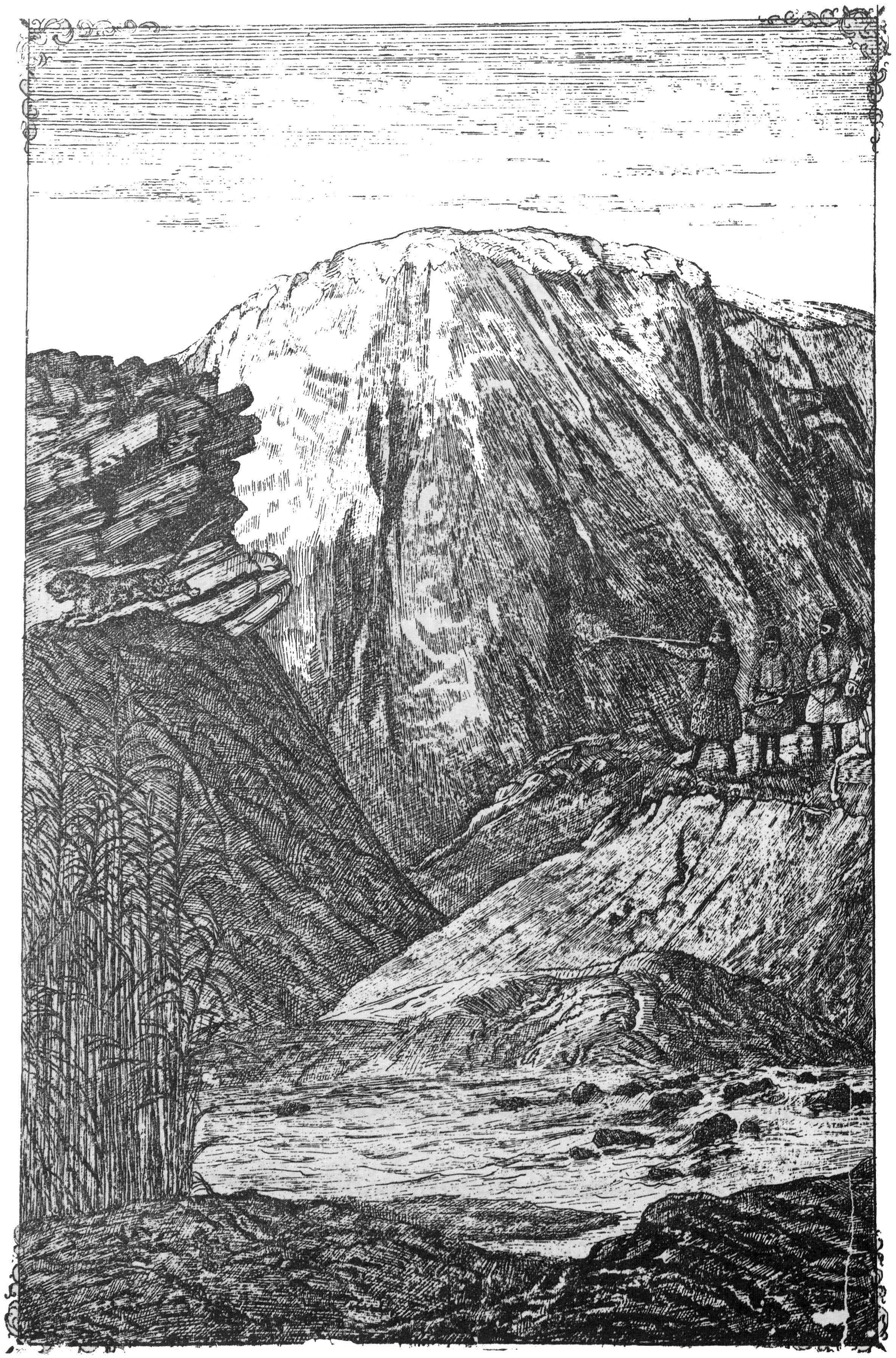
شکار پلنگ توسط ناصرالدین‌شاه قاجار (اثر ابوتراب غفاری در صفر ۱۳۰۱ قمری)